# Jane Froman
Ellen Jane Froman (University City, 10 novembre 1907 – Columbia, 22 aprile 1980) è stata una cantante e attrice statunitense.
Nella sua trentennale carriera, lavorò in teatro, radio, cinema e tv, nonostante le lesioni croniche subite in un incidente aereo nel 1943. La sua storia è stata raccontata nel film La dominatrice del destino (1952), diretto da Walter Lang e interpretato da Susan Hayward, candidata all'Oscar alla miglior attrice per la sua performance.

## Biografia

### Formazione
Figlia di Elmer Ellsworth Froman e Anna T. Barcafer Hetzler ebbe una sorella, Margaret Ann Froman. Iniziò a balbettare poco dopo la separazione dei genitori, avvenuta quando Jane aveva cinque anni. Circostanza che l'accompagnò per tutta la vita, tranne quando cantava. Trascorse la sua infanzia a Clinton (Missouri), città natale della madre, con lei e la famiglia Barcafer, dopodiché, nel 1919, Anna e Jane si trasferirono a Columbia (Missouri). Anna Froman, pianista professionista, insegnava musica dapprima al Christian College (rinominato poi Columbia College) e dopo al St. Stephens College.
Dopo il diploma alla Columbia High School nel 1926, proseguì gli studi al Jane Christian College ottenendo la laurea in francese e più tardi presso la School of Journalism dell'Università del Missouri. Si trasferì in Ohio, e dal 1928 al 1930 studiò al Conservatorio di Musica di Cincinnati.

### Carriera
Durante una festa al college, Powel Crosley, proprietario della squadra di baseball Reds di Cincinnati e della stazione WLW, la sentì cantare. La sua voce di contralto gli piacque e chiese a Jane se pensava di cantare in radio.
Jane Froman iniziò la sua carriera a Cincinnati, cantando e partecipando a spot pubblicitari negli studi radio di WLW ed in seguito collaborando con la band di Paul Whiteman a Chicago. A Cincinnati incontrò Donald McKaig Ross, ex cantante di vaudeville e per un certo periodo cantarono insieme. Don le insegnò le tecniche per l'uso corretto del microfono e altri trucchi del mestiere, la seguì nella carriera e le organizzò audizioni, diventando il suo manager. A gennaio del 1933 si trasferirono a New York e a settembre dello stesso anno si sposarono.
Con una voce adatta anche all'opera, Jane si esibì in radio anche con la Cincinnati Symphony. Venne assunta dalla NBC Radio e la popolarità che ne conseguì le portò offerte teatrali e apparizioni come ospite a New York dove, nel 1933, iniziò a cantare nel programma Chesterfield Hour (dove recitava Bing Crosby), che precedette l'impegno di un anno con Ziegfeld Follies.
All'inizio della sua carriera, nonostante la formazione vocale classica, venne attirata dalle canzoni dei giovani cantautori brillanti dell'epoca, George e Ira Gershwin, Irving Berlin e Cole Porter, che furono l'ispiratori di una rinascita della musica popolare. Nel 1934, all'età di 27, anni diventò la una delle cantanti presenti spesso nelle classifiche. Quando gli venne chiesto di nominare i primi dieci cantanti, il compositore e produttore Billy Rose rispose «Jane Froman e altri nove».
Seguì una breve carriera cinematografica a Hollywood, dove apparve in una manciata di film a metà degli anni 1930. Anche se fotogenica di fronte alla telecamera, la sua balbuzie ostacolò Jane nel cinema che ben presto ritornò alla radio.

### Incidente
All'inizio della seconda guerra mondiale, si offrì volontaria come animatrice sul fronte bellico per gli United Service Organizations Entertainment Tours (USO), tour destinati a intrattenere le truppe e le loro famiglie, mantenendo alto il morale; ruolo considerato altrettanto importante nella guerra quanto i generali. Gli animatori venivano chiamati "i soldati in Grease Paint" da Variety Magazine e il più conosciuto era Bob Hope.
Nel suo viaggio verso l'Europa, il 22 febbraio 1943, l'aereo Pan Am Clipper a bordo del quale si trovava, precipitò nel fiume Tago mentre si avvicinava alla costa del Portogallo, uccidendo 25 persone a bordo. Intrappolata sotto le macerie e salvata dal copilota John Curtis Burn, Jane riportò gravi lesioni che misero in pericolo la sua vita. Dopo il ritorno a casa, subì molti interventi chirurgici e anni di riabilitazione prima di essere di nuovo in grado di camminare senza sostegno. Nel dopoguerra, nel settembre 1945, usando le stampelle, Jane riprese il USO tour ritornando in Europa per intrattenere per più di tre mesi i 30.000 soldati rimasti, molti di loro feriti.
Don e Jane si separano nel 1948 e lei sposò John Burn in Florida.
La pressione che sentiva intorno alle sue prestazioni, le operazioni nel corso degli anni per combattere l'amputazione e le complicazioni nel trattamento medico ebbero effetto e nel 1949 Jane venne curata per la depressione alla Menninger Clinic di Topeka.

### Film sulla sua vita
La storia della sua vita ispirò un film prodotto dalla Twentieth Century Fox, La dominatrice del destino (1952). Diretto da Walter Lang, fu interpretato da Susan Hayward nel ruolo della protagonista, interpretazione che le valse all'attrice il Golden Globe e la candidatura agli Oscar l'anno seguente. Jane registrò tutte le canzoni del film cantate da Susan Hayward; il successo della colonna sonora (premio Oscar nel 1953) portò la CBS alla realizzazione del programma televisivo USA Mensa, diventato in seguito The Jane Froman Show, durato fino al 1955.
L'album Capitol con le canzoni del film fu l'album più venduto del 1952 e rimase in catalogo per molti anni. DRG lo ha recentemente pubblicato su un compact disc con il cast originale dell'album di Pal Joey del 1952.
Nel 1961 Jane si ritirò dallo show business e tornò nella sua città natale di Columbia, continuando il suo lavoro di volontariato. Nel 1962 sposò Rowland H. Smith, direttore del Columbia Tribune e un vecchio amico di college. Morì nel 1980 per arresto cardiaco a causa di una patologia cardiaca cronica e malattie polmonari.

### Riconoscimenti
Con una foto in bianco e nero di Alfred Eisenstaedt che la ritraeva lavorando la maglia mentre aspettava con pazienza il suo turno delle prove negli studi della NBC, circondata da un mare di sedie vuote, la rivista Life del 14 marzo 1938 le dedicò la copertina.
Jane Froman è stata onorata con tre stelle sulla Hollywood Walk of Fame: per la musica al numero 6145 di Hollywood Boulevard, la radio al 6321 di Hollywood Boulevard e la televisione al 1645 di Vine Street.

## Spettacoli teatrali
- Ziegfeld Follies of 1934 (Broadway, 4 gennaio 1934 - 9 giugno 1934)
- Keep Off the Grass (Broadway,  23 maggio 1940-29 giugno 1940)
- Laugh, Town, Laugh! (Broadway, 22 giugno 1942-25 luglio 1942)
- Artists and Models [1943] (Broadway, 5 novembre 1943-27 novembre 1943)

## Filmografia

### Attrice
- Kissing Time, regia di Roy Mack (1933)
- Stars Over Broadway, regia di William Keighley (1935)
- Radio City Revels, regia di Benjamin Stoloff (1938)

### Attrice tv
- Our Musical Ambassadors, episodio tv di The Bell Telephone Hour 1960

## Radio

### Show radiofonici
- Dorothy Kilgallens Diary, con Alex Templeton[14]
- Treasury Star Parade[15]
- The	Magic Key (1936)
- Riding High (1937)
- Command Performance, con Tallulah Bankhead, Gene Krupa (1942)
- Milton Berle Part 1, episodio di Over Here (1942)
- Milton Berle And Linda Darnell Part 2, episodio di Over Here (1942)
- Susan Hayward, episodio di Over Here (1942)
- Command Performance, con Linda Darnell, Ink Spots, Cab Calloway (1943)
- Groucho Marx And Jane Froman, episodio di Over Here (1943)
- The	Times Square, episodio di Radio Hall Of Fame (1944)
- Bill Stern's Sports Newsreel (1948)
- Guest Star (1949)
- With A Song In My Heart, episodio di Lux Radio Theater (1953)

### Film e documentari su Jane Froman
- La dominatrice del destino (With a Song in My Heart), regia di Walter Lang (1952)[16]